# Eriopus flexicaulis
Eriopus flexicaulis är en bladmossart som beskrevs av Jean Édouard Gabriel Narcisse Paris 1896. Eriopus flexicaulis ingår i släktet Eriopus och familjen Hookeriaceae. Inga underarter finns listade i Catalogue of Life.